# Muscle City
Muscle City war ein britischer Hersteller von Automobilen.

## Unternehmensgeschichte
Terry Sands gründete 1977 das Unternehmen in Birmingham und begann mit der Produktion von Automobilen und Kits. Der Markenname lautete Muscle City. 1980 endete die Produktion. Eine andere Quelle gibt 1981 als einziges Produktionsjahr an. Insgesamt entstanden mehr als 100 Exemplare. Sands gründete 1983 Sandwood Automotive und stellte erneut Fahrzeuge her.

## Fahrzeuge
Der Mongoose wurde zwischen 1977 und 1980 hergestellt. Er war von einem Ford Modell T in Rennwagenausführung von etwa 1927 inspiriert. Die Basis bildete ein Ford Cortina. Darauf wurde eine offene zweisitzige Karosserie montiert. Etwa 100 der insgesamt etwa 170 Mongoose stellte Muscle City her.
Zwischen 1978 und 1979 entstanden etwa 82 Exemplare des Modells Cobra. Es war eine Nachbildung des AC Cobra, und zwar eine der ersten aus britischer Fertigung. Die Basis bildete ein selbst entwickeltes Fahrgestell. Darauf wurde eine offene zweisitzige Karosserie montiert, die jenen von Steve Arntz ähnelten. Ein Vierzylindermotor vom MGB trieb das Fahrzeug an.